# Amakusanthura brachyscome
Amakusanthura brachyscome är en kräftdjursart som beskrevs av Gary C.B. Poore och Lew Ton 1985. Amakusanthura brachyscome ingår i släktet Amakusanthura och familjen Anthuridae. Inga underarter finns listade i Catalogue of Life.